# Jirkov (stacja kolejowa)
Jirkov – stacja kolejowa w Jirkovie, w kraju usteckim, w Czechach. Jest ważnym węzłem kolejowym. Znajduje się na wysokości 215 m n.p.m.
Jest zarządzana przez Správę železnic. Na stacji nie ma możliwość zakupu biletów, a obsługa podróżnych odbywa się w pociągu.

## Linie kolejowe
- 133 Chomutov - Jirkov